# Наварр, Жан
Жан-Мари́ Домини́к Нава́рр (фр. Jean Marie Dominique Navarre)   (8 августа 1895 Жуи-сюр-Морен(фр. Jouy-sur-Morin) — 10 июля 1919 Вилакубле (Париж)) —   французский военный лётчик, один из первых асов. Во время Первой мировой войны одержал 
двенадцать подтверждённых воздушных побед и пятнадцать неподтверждённых.

## Биография

### Ранние годы
Родился Жан в Жуи-сюр-Морен (фр. Jouy-sur-Morin) (департамент Сена и Марна) в семье крупного производителя бумаги Андре Наварра и красавицы Жанны, выпускницы консерватории. Жан и его брат-близнец Пьер были старшими детьми в семье из 11 детей.
Жан был очень трудным ребёнком с серьёзными психологическими проблемами. Он доминировал над братом. Способный  мальчик не признавал авторитет учителей, не подчинялся дисциплине. Часто с братом прогуливал занятия и убегал из дома, выпрыгивал из вагона поезда, ходил по канату, который натянул между трубами. Его выгнали из нескольких школ и колледжей. 
Он учился вместе с Пьером в колледже в  Гренобле с 1905 по 1908, из которого  сбегал несколько раз. Учился в колледже доминиканцев в Аркашоне, из которого тоже сбежал. Затем колледж в Даксе, где Жан прятался в саду, на чердаке или на крыше. В 1910 году Жан вместе с братом  был отправлен в Англию в пансион. Здесь тоже, он вёл себя так, что отец вынужден был вернуть его во Францию. На японском паруснике он приплыл из Лондона в Марсель. Наконец  отец  взял ему домашнего учителя. В 1910 году, 1911 и 1913 году аббат Баржи занимался его  образованием.
Уже в ранние годы у него возникло страстное увлечение авиацией, в ней он нашёл себя. Наварр оказался прирожденным лётчиком.
Летом 1911 г. Жан Наварр сдал экзамен (полет «восьмёркой» и посадка в точке старта).  22 августа в торжественной обстановке ему был вручен бреве (диплом) гражданского летчика № 581. Юному пилоту тогда только что исполнилось 16 лет. 
В 1913 году он поступил в техническую школу, мечтая быть лётчиком, а его брат Пьер стал учиться на инженера.  
|                                  |                                     |                            |
| Андре Наварр, отец Жана и Пьера. | Братья Жан и Пьер Наварр. 1905 год. | Жанна де Койскон, их мать. |

### Первая мировая война
После начала Первой мировой войны Наварр попал во  французскую военную авиацию. Со 2 сентября 1914 года служил в эскадрилье MF8, оснащённой самолетами «Морис-Фарман» MF.7. Эскадрилья входила в состав 2-й армии и дислоцировалась в районе Шато-Сален. 
Девятнадцатилетний Наварр был уже опытным лётчиком, поэтому без особого труда сдал экзамен, и 30 сентября 1914 года получил лицензию военного пилота 
№ 601.  Сразу после этого его произвели в капралы.
В октябре эскадрилью перебросили на Сомму, и 6 декабря над этой рекой Наварр провёл свой первый воздушный бой. В одном из одиночных вылетов он встретил своего первого "германца", тоже летевшего без наблюдателя. Немецкий лётчик подлетел поближе и помахал рукой своему коллеге, Жан помахал ему в ответ, а затем взял со дна гондолы своего "Фармана" карабин и открыл огонь. Его противник не имел даже револьвера и вынужден был спасаться бегством.
В январе 1915 года Наварр был отчислен из эскадрильи за недисциплинированность и направлен в школу Сен-Сир (фр. École spéciale militaire de Saint-Cyr). 
27 февраля 1915 года был переведен в 12 эскадрилью, которая базировалась в Шалон-сюр-Вель и находилась в подчинении штаба 5-й армии. 28 февраля эта часть, завершив перевооружение с устаревших монопланов «Ньюпор» на «Мораны» L, также известные как «Парасоли», сменила название с N12 на MS12.
После перевооружения эскадрилья MS12 стала первой, чьи самолёты получили постоянное стрелковое вооружение — стандартный трёхзарядный кавалерийский карабин. Инициатор вооружения самолётов эскадрильи командующий авиацией 5-й армии коммандан Жан-Батист де Трикорно де Роз здраво рассудил, что офицерский состав эскадрильи и часть солдат были набраны из бывших кавалеристов.
| |                    |             |
| Лётчики MS12 перед самолётом Наварра. Справа-налево: Наварр, аспиран Пелетье д'Уази и командир эскадрильи капитан Раймон де Пьер де Берни. Лето 1915 г.. | Пьер и Жан Наварр. | Жан Наварр. |

Полёты вооруженных аэропланов начались 5 марта 1915 года, но до конца месяца ни одного успеха лётчикам эскадрильи добиться не удалось.
В ночь на 22 марта 1915 года, Наварр пытался перехватить немецкий дирижабль, хотя при слабом вооружении надеяться ему было не на что. Позже ходили слухи, что Жан в ярости пытался пропороть обшивку дирижабля мясницким ножом.
1 апреля 1915 года Наварр сбил свой первый немецкий самолёт. В 6.25 Наварр и наблюдатель лейтенант Робер вылетели в район Мерваля, где встретили одиночный "Авиатик", проводивший разведку. Наварр сблизился с аэропланом противника, а Робер произвел три выстрела из карабина. Немецкий летчик был ранен и, опасаясь потерять в воздухе сознание, совершил посадку на неприятельской территории. Это была первая победа эскадрильи MS 12, и вторая - французской авиации вообще. 
В апреле 1915 года Наварр был награждён Военной Медалью (фр. Medaille Military). Из представления к Военной Медали от 8 апреля 1915 года:

«Сержант Жан Наварр, пилот эскадрильи MS 12, с замечательный дерзостью сражался на прошлой неделе с двумя самолетами противника, встречал их и атаковал с расстояния нескольких метров, несмотря на огонь неприятельского наблюдателя. Вынудил один из них приземлиться позади наших боевых порядков. Таким образом, были захвачены в плен пилот и наблюдатель, пострадавшие от огня его стрелка»— Из Архива Исторического Отдел ВВС (Франция)
13 апреля 1915-го Жан Наварр записал на свой счёт ещё один немецкий самолёт – вновь в качестве пилота, но уж с другим стрелком, солдатом Жераром  (фр. Gérard). Заметив ещё один «Моран», который вел бой с двумя немецкими машинами, экипаж поспешил на помощь. Жерар встал в своей кабине и приготовился стрелять из «Гочкиса» (на самолёте Наварра был установлен пулемёт), а сам Наварр открыл огонь из пистолета.
Подбитый "Авиатик" приземлился на французской территории.
После первых опытов применения зажигательных пуль для уничтожения аэростатов Наварр вновь был отмечен в приказе по армии: 

«Сержант Жан Наварр и пилот-наблюдатель лейтенант Жан Монье, эскадрилья MS 12: В полной мере проявили свою смелость, уничтожив с очень небольшого расстояние аэростат, несмотря на сильный зенитный огонь противника. Их самолет серьезно пострадал от вражеских снарядов»— Из Архива Исторического Отдел ВВС (Франция)
С 22 мая по 30 июня 1915 года Наварр был прикомандирован в эскадрильи MS 15.
2 августа 1915 года Наварра наградили званием Кавалера ордена Почетного легиона (фр. Chevalier de la Legion d'Honneur) – как за победы над вражескими самолётами, так и за выполнение специальных секретных заданий, в которых Наварр  участвовал наряду с известным лётчиком Жюлем Ведрином. Задания были сложными и смертельно опасными: доставлять в глубокий немецкий тыл разведчиков и диверсантов, а потом забирать их обратно. Наварр был награждён после третьей специальной миссии, проделанной 19 июля 1915 года:

«Прапорщик эскадрильи MS12, умелый и преданный пилот, провел несколько воздушных боев, один из которых закончился пленением двух неприятельских офицеров и неприятельского самолета. Вызывался добровольцем на все трудные задания, выполнил три специальные и особенно опасные миссии с полным успехом».— Из Архива Исторического Отдел ВВС (Франция)

«Другой летчик, Ведрин, спустил около Ретеля французского солдата, которому было поручено наблюдать за поездами, за обозами и вообще за передвижениями неприятеля. Разведчик навестил свою жену, чем обнаружил себя, вскоре его выдали, и он был расстрелян.
Лейтенант Наварр спустил в расположение неприятеля другого французского солдата, переодетого крестьянином, под фамилией Борд. Этот разведчик оставался на оккупированной германцами территории около месяца, потом добрался до голландской границы и оказался в безопасности.»— Вудхолл Э. Разведчики мировой войны.
«Мораны» L 12 эскадрильи были постепенно заменены новыми разведчиками-бипланами «Ньюпор»-10, и с 20 сентября 1915 года часть вновь стала называться N12. 26 октября 1915-го Наварр уничтожил ещё один вражеский самолёт. Слава его быстро росла благодаря отчаянному бесстрашию в воздухе и бесшабашным вольностям на земле.
С 1 по 24 февраля 1916 года Наварр - пилот эскадрильи MS 48.  
24 февраля 1916 года, как раз перед началом сражения, вскоре названного "Верденской мясорубкой", Жан Наварр получил назначение в эскадрилью N67, базировавшуюся на аэродроме Бар-ле-Дюк в районе Верденской Крепости (фр. Region Fortifiee de Verdun). 
Летал на «Ньюпоре» «Малютка» (фр. «Bébé») — с пулемётом, закреплённым на верхней плоскости. Для того чтобы вести из него огонь, требовалось встать в кабине, оставив управление самолётом. Выполнять все эти манипуляции было сложно и чрезвычайно опасно.
Здесь, в 67 эскадрилье, под командованием капитана Де Сен-Совера (фр. Henri Constant de Saint-Sauveur), который, наконец, понял психологию молодого аса, Наварр получает свободу действий.

«Наварр в воздухе творит чудеса: он придумывает различные фигуры, так называемые "трюки", которые всегда использует в бою... Я храню в сердце восхищение воином, я благодарен за проявленное усердие, точность и боевой дух при выполнении всех заданий, которые доверил ему, и, наконец, изумляюсь его виртуозности».
Капитан-Сен-Совер, бывший командир его эскадрильи.— Жак Мортан. Война крыльев 1914-1918. Наварр, часовой Вердена 1916.
В боях под Верденом личный счёт Наварра увеличился. Он отчаянно бросался в бой, издавая воинственный клич, при необходимости резко менял направление атаки. Заходил сзади и снизу, решительно сближаясь с противником.  
Жан выкрасил свой «Ньюпор 11» № N872  в красный цвет (раньше «Красного барона» Манфреда фон Рихтгофена), что сделало его самолёт легко узнаваемым.

«Его красный самолет был виден повсюду, но только не на отдыхе. Однажды он явился к полковнику Варесу в Лемм и доложил о том, что только что сбил самолет противника. «То, что вы мне говорите, очень хорошо, - заметил полковник, - но взгляните на самолеты, пролетающие в данный момент над нами». Наварр тотчас же вновь запустил свой мотор, набрал высоту, бросился на германский дозор и сбил один самолет на глазах у своих начальников и товарищей»— Петен А. Ф. «Оборона Вердена»
26 февраля 1916 года Наварр одержал победу сразу над двумя противниками.  Он стал весьма известной фигурой, о нём писали газеты, и, возможно, именно его впервые назвали «асом». За постоянное патрулирование над линией фронта его прозвали «Часовой Вердена» (фр. La Sentinelle de Verdun), и этим титулом он гордился больше чем всеми наградами.

«Он обладал мужеством, сравнимым с мужеством Гинемера или Нюнжессера, и мастерством Фонка. Многие не знают, какую фантастическую работу он выполнял в Вердене. Он обладал природной щедростью и врождённой деликатностью, которую могли оценить только те, кто знал его близко»

Капитан Раймон де Берни, командир 12 эскадрильи.— Жак Мортан. Война крыльев 1914-1918. Наварр, часовой Вердена 1916.

«Через военного атташе в Париже его Императорское Высочество, великий князь Александр, шеф Русской авиации и воздухоплавания, просил генерала Кастельно передать благодарность за подвиги лётчику Наварру и другим французским лётчикам от их русских собратьев.»

«Croix de Seine-et-Marne» от 26 марта 1916 года. — Планк, Рене Шарль. "Ла Ферте-Гоше и его окрестности в Прекрасную Эпоху".
К концу марта Наварр довёл свой личный счёт до семи подтверждённых побед. 1 апреля 1916 года ему было присвоено звание су-лейтенанта.
3 апреля 1916 года он выполнил три вылета, и провёл четыре успешных воздушных боя. Официально ему засчитали только одну победу, так как остальные три сбитых им самолёта упали далеко за линией фронта (возможно, в данном случае имела место путаница, т.к. три «предположительные» победы Наварр одержал 24 апреля). 
За следующие три месяца Наварр записал на свой счёт ещё шесть побед.
Жан Наварр дружил со скромным и героическим Жоржем Гинемером, но самым близким другом его был такой же ас-сорвиголова Шарль Нунжессер (фр. Charles Nungesser). Вместе они не только воевали в небесах, но и  шумно кутили в ночном Париже. Наварр любил устраивать  праздники и совершал множество эскапад (красовался перед девушками на самолёте, сбрасывал им цветы, охотился на уток в воздухе, садился на крышу здания в 1916 году). Неукротимый Жан Наварр стал  легендой французской военной авиации и любимцем французов.
17 июня 1916 года  самолёт Наварра был подбит над Арденнами, а сам Жан был ранен в руку и грудь, а также  получил травму головы. Он совершил аварийную посадку, но потерял много крови. Всё это сильно повлияло на его истощённую нервную систему.
|                                     |                                                                |             |
| Пилот Наварр возле своего «Морана». | Фрагмент статьи из газеты «Русское слово» от 6 июня 1916 года. | Жан Наварр. |

15 ноября 1916 года, во время переподготовки на тренировочном аэродроме дю Плесси-Бельвиль (фр. GDE du Plessis-Belleville), погиб в авиационной катастрофе его брат Пьер, что стало для Жана огромным потрясением. Потеряв брата, он потерял себя.
От этих душевных ран он так и не оправился. Пережитый шок окончательно сломил дух лётчика. Врачи долго лечили аса от помутнения рассудка. 
Наварр вернулся на фронт 31 января 1917 года, но отличался крайней нервозностью, отказывался от полётов, то и дело уходил в запой. 
В середине апреля 1917 года он в пьяном виде сбил автомобилем двух жандармов, был арестован и после врачебного освидетельствования передан семье, как недееспособный. В медицинском заключении говорилось: «...можно утверждать, что он никогда бы не совершил проступков, в которых его в настоящее время обвиняют, если бы не пребывал в патологическом состоянии, наступившем из-за травм и шока, причиненного смертью его брата.»
Наварра направили на лечение в санаторий. В 1918 году он вернулся в строй, однако был признан негодным к полётам вплоть до самого подписания перемирия 1918 года.
Можно предположить, что без этих травм Наварр сравнялся бы по количеству побед с Рене Фонком или Жоржем Гинемером.
Всего с сентября 1914 г. по июнь 1916 г. Жан Наварр совершил 237 боевых вылетов, одержал 12 воздушных побед, еще 15 самолетов были записаны на его счет как «правдоподобно сбитые». Кроме «Военной Медали» (фр. Médaille militaire) и ордена «Почетного Легиона» (фр. Ordre national de la Légion d'honneur) среди его наград - «Военный Крест» с двенадцатью пальмами (фр. Croix de Guerre avec 12 Palmes).
| Дата     | Эскадрилья | Тип сбитого самолёта | Место боя                           |
| -------- | ---------- | -------------------- | ----------------------------------- |
| 1.4.15   | MS12       | Aviatik              | к северу от Фисме (фр. Fismes)      |
| 13.4.15  | MS12       | Aviatik              | Сант-Менеуль (фр. Ste Manehould)    |
| 26.10.15 | MS12       | LVG С                | Жоконе (фр. Jaulconne)              |
| 26.2.16  | N67        | LVG C.II             | Дье (фр. Dieu)                      |
| 26.2.16  | N67        | LVG C.II             | Мёйль (фр. Maheulles)               |
| 2.3.16   | N67        | Albatros С           | Дуамон-Флери (фр. Douaumont-Fleury) |
| 19.3.16  | N67        | немецкий самолёт     | Виневиль (фр. Vigneville)           |
| 3.4.16   | N67        | немецкий самолёт     | Бо де Кумьер (фр. Bois de Cumieres) |
| 24.4.16  | N67        | LVG С                | Вокуа (фр. Vauquois)                |
| 19.5.16  | N67        | Aviatik С            | Шатанкур (фр. Chattancourt)         |
| 21.5.16  | N67        | разведчик            | Авокур (фр. Avocourt)               |
| 17.6.16  | N67        | немецкий самолёт     | Самонью (фр. Samogneux)             |

|                      |                           |                                |
| Раненый Жан Наварр.. | Жан Наварр после ранения. | Жан Наварр вскоре после войны. |

### Последний полёт
После окончания войны Наварр поступил шеф-пилотом в фирму "Моран-Солнье", участвовал в демонстрационных полётах, мечтал о перелёте через  Атлантический океан, который попытался осуществить его друг Нюнжессер, пропавший без вести.
14 июля 1919 года на  Елисейских Полях планировался парад победы. Командование отдало приказ лётчикам пройти по запланированному пути пешком, как пехотинцам. Герои воздуха восприняли это как оскорбление. На встрече в баре "Фуке" на Елисейских полях они решили ответить на это полётом сквозь  Триумфальную арку. Наварр, первый среди асов, казался им идеальным кандидатом для этой эскапады, несмотря на его травмы. Во время подготовки к опасному трюку 10 июля 1919 Наварр разбился насмерть вблизи аэродрома в Вилакубле под Парижем. Ему было всего 23 года.
Заменить его взялся лётчик  Шарль Годфруа, который 7 августа пролетел сквозь арку на Ньюпорте. Размах крыла его биплана был 7,5 метров, а ширина арки – всего 14,5 м. Короткий фильм, снятый журналистами, был запрещён властями, дабы не провоцировать возможных подражателей. Семья Шарля, узнав о его полёте, потребовала, чтобы он навсегда перестал летать. И Годфруа пришлось заниматься виноторговлей.
Жан Наварр покоится на кладбище в Тарте (фр. Tartàs), департамент Ланды (Аквитания).

## Память
Именем Жана Наварра названы:
Социально-культурный центр в Ша-сюр-Драк (департамент Изер),
Улица в Даксе (департамент Ланды),  
Улица в Ле-Мане (департамент Сарт)
Улица в Жуи-сюр-Морен (департамент Сена и Марна)